# Modelo oculto de semi-Markov
(Traducido de https://en.wikipedia.org/wiki/Hidden_semi-Markov_model licencia GFDL y CC-BY-SA 3.0)
Un modelo oculto de semi-Markov es un modelo estadístico con la misma estructura que un modelo oculto de Márkov excepto que el proceso inobservable es semi-Márkov en vez de Márkov. Esto significa que la probabilidad de que haya un cambio en el estado oculto depende de la cantidad de tiempo que ha transcurrido desde que entró al estado actual. En contraste a los modelos ocultos de Márkov donde hay una probabilidad constante de cambio de estado dada la supervivencia en el estado hasta ese tiempo.
Inferencia estadística para modelos ocultos de semi-Márkov es más difícil que para modelos ocultos de Márkov, ya que algoritmos como Baum-Welch no son aplicables directamente, y deben ser adaptados, lo que requieren más recursos
- Datos: Q3859882